# Brachystigma wrightii
Brachystigma wrightii – gatunek roślin z rodziny zarazowatych (Orobanchaceae) z monotypowego rodzaju Brachystigma. Zasięg obejmuje południowo-zachodnie Stany Zjednoczone (Arizona, Nowy Meksyk) i północny Meksyk.

## Morfologia
PokrójBylina z drewniejącą szyją korzeniową o łodygach prosto wzniesionych, pojedynczych lub rozgałęzionych, obłych i  owłosionych.
LiścieNaprzeciwległe lub zebrane po trzy w okółkach, siedzące, o blaszkach równowąskich, zaostrzonych, całobrzegich i podwiniętych wzdłuż brzegu.
KwiatyOsadzone na długich szypułkach. Kielich dzwonkowaty, zakończony 5 ząbkami. Korona dzwonkowata, w górze rozszerzona, żółta, z 5 rozpostartymi łatkami. Pręciki cztery, schowane w rurce korony, z owłosionymi nitkami. Zalążnia jajowata.
OwoceTorebki zawierające liczne, jajowate nasiona o łupinach z siateczkowatą skulpturą, miejscami nieco skrzydełkowato wystającą.

## Systematyka
Pozycja systematyczna
Gatunek z monotypowego rodzaju Brachystigma Pennell z rodziny zarazowatych Orobanchaceae, w której obrębie klasyfikowany jest do plemienia Gerardieae.